# 小林マイカ
小林 マイカ（こばやし マイカ、11月20日 - ）は、日本のグラビアアイドル、YouTuber。日本とインドネシアのハーフ。
グラビアアイドルではあるが、自ら婚活中であることを認めアピールしている。

## 略歴
- 2018年
  - 2月
    - 雑誌「週刊大衆」に初掲載。
    - 2月、初代大衆居酒屋ポスター・グラビア紙面イメージガールのグランプリに選出された[3][4]。

  - 4月
    - 千葉テレビ、TOKYO MX『真夜中のおバカ騒ぎ!』で地上波初出演。
    - 第33回ミス湘南コンテストにおいて、2018年ミス湘南ベストフォトジェニック賞を受賞[5][6]。

  - 5月
    - 舞台『ダンスライン TOKYO』にダブルキャストの風組として舞台初出演[9][10]。
    - 初のイメージDVD「茉莉花（ジャスミン）」発売[11][12]。

  - 6月
    - ソフマップにて1stDVDイベントを行った[13][14]。
    - ミス東スポ2019に応募し、動画配信サイトマシェバラでの公開面接に参加、候補生30人に選ばれ、予選ステージに進んでいる[15][16][17][18][19]。
7月以降、毎月の選考オーディションを兼ねた撮影会[20]に加えて、競馬場リアルイベント[21]、競輪場リアルイベント[22]を行っている。

  - 12月
    - ミス東スポ2019準グランプリを受賞[8]。
- 2019年
  - 1月
    - ミス東スポとしての仕事をプロレス大賞授賞式より開始[23]。

## 人物
小学生の頃、ハーフということからいじめられていたが、そんなときに見たお笑いに心が救われ、以降、お笑いに関わる仕事を夢見るようになる。また、高校生の頃からグラビアアイドルになることも夢見ていた。グラビアアイドルの他にお笑い芸人も目指しており、2018年6月現在コンビを結成している。
自身が評する性格は、泣き虫、甘えん坊、さみしがりや。好きな男性のタイプはノリと笑いのツボが合う尊敬できる人。
「ミス東スポ2019選考オーディション」グランプリ決定記者会見では、他の受賞者が抱負として「競馬や競輪の仕事を頑張りたい」といったことを答える中、一人「両親に感謝したい。自慢の娘と言われるよう、頑張って恩返ししたいです」と両親への感謝と恩返しを述べた。
無類の猫好きで、サミニャンとクロサワという二匹の猫を飼っている。彼らはツイッターやインターネット配信でたびたび登場する。

### 婚活中グラドル
グラビアでは「目力強めのクールビューティー」と評される。
キャッチフレーズは「ボンッ、キュッ、ボカーンなダイナマイトボディーの持ち主！（事務所公認／遅咲き）婚活中グラドル小林マイカです！」。出演する番組「真夜中のおバカ騒ぎ!」では、番組MCの原口あきまさから「（横浜）中華街で売ってるお面に似てる」と言われ、番組での紹介では「横浜中華街のお面スマイル」という見出しがつく。
都内と大阪、他において水着を含めた撮影会に多数出演している。
上述の通り自ら婚活中であることをアピールしているが、婚活がどの程度進んでいるのかは明らかになっていない。ただ、2018年6月のソフマップイベントではウェディングドレスを彷彿とさせる水着で登場したり、結婚式場でウェディングドレスを着用する撮影会が組まれたりしている。

## 出演

### テレビ番組
- 真夜中のおバカ騒ぎ!（2018年4月5日 - 、千葉テレビ/2018年4月7日 - 、TOKYO MX）

### 舞台
- 「ダンスライン・TOKYO」（風組）（2018年5月10日 - 5月13日、六行会ホール） - 広田マリアンヌ 役[9][10]

## 出版

### 雑誌
- 週刊大衆（2018年3月12日号、双葉社） JAN 491-0-2043-2038-4[3][4]
- 週刊プレイボーイ 増刊 グラビアスペシャル（2018年9/1号、集英社） JAN 491-0-2067-8098-8
- エロ本（2020年3月3日、東京キララ社） ISBN 978-4903883519[32]

### DVD
- 茉莉花（ジャスミン）（2018年5月25日、スパイスビジュアル） JAN 456-2-45-701851-0 [12][11][29]
- Shape of MAIKA（2023年2月22日、スパイスビジュアル） JAN 457-0-10-685114-2